# Antoonops
Antoonops là một chi nhện trong họ Oonopidae.